# Нове (гмина)
Нове (пол. Nowe) — гмина (волость) в Польше, входит как административная единица в Свецкий повет, Куявско-Поморское воеводство. Население — 10 770 человек (на 2004 год).

## Сельские округа
1. Бохлин
2. Гаево
3. Малы-Коморск
4. Монтавы
5. Милевко
6. Морги
7. Осины
8. Рыхлава
9. Трыль
10. Здроево

## Соседние гмины
1. Гмина Драгач
2. Гмина Гнев
3. Гмина Грудзёндз
4. Гмина Осек
5. Гмина Садлинки
6. Гмина Сментово-Граничне
7. Гмина Варлюбе